# Adriana Esteves
Adriana Esteves Agostinho Brichta (sinh ngày 15 tháng 12 năm 1969) là một nữ diễn viên người Brazil.
Cô được đề cử giải Emmy quốc tế vào năm 2011, cho nữ diễn viên xuất sắc nhất trong một bộ phim đầy kịch tính với vai diễn Dalva de Oliveira trong chuỗi phim ngắn Dalva e Herivelto: uma Canção de Amor. Và năm 2017 cô được đề cử giải Emmy quốc tế lần thứ hai trong hạng mục Nữ diễn viên xuất sắc nhất cho vai diễn của cô trong Justiça.

## Sự nghiệp
Là con gái của Regina Esteves Agostinho và Paulo Felipe Agostinho, Adriana bắt đầu sự nghiệp của mình với tư cách là một người mẫu và nhận được công việc đầu tiên trên truyền hình như một phần của bộ truyện, "Star for a Day", trên chương trình Domingão do Faustão.
Sự xuất hiện trên truyền hình đầu tiên của cô là khi cô tham gia vào vở opera Vale Tudo. Cô cũng là một người mẫu thành công. 
Năm 2005, cô tham gia vai diễn Celinha trong series, Toma Lá, Dá Cá. Khi chương trình phát sóng trên Globo vào năm 2007, Adriana, sau khi nghỉ thai sản với đứa con thứ hai của mình, đã hồi sinh vai diễn của cô là Celinha.
Trong khi vẫn còn đang quay Toma Lá, Dá Cá, Adriana đồng thời cũng quay trong chuỗi phim ngắn, Dalva e Herivelto - Uma Canção de Amor, với vai ca sĩ Dalva de Oliveira. Các phim ngắn phát sóng vào tháng 1 năm 2010. Trong cùng năm đó, cô đóng vai chính trong tập phim của "A Vingativa do Méier" series As Cariocas.
Vào năm 2011, cô được chọn làm Julia, nhân vật chính của Morde & Assopra, người là một phần của tam giác tình yêu với nhà khoa học Ícaro (Mateus Solano) và nông dân Abner (Marcos Pasquim). Vào năm 2012, cô đã trở nên nổi tiếng khi diễn vai nhân vật phản diện Carminha trên vở kịch  Avenida Brasil, do João Emanuel Carneiro viết. Cô đã nhận được lời khen ngợi từ các nhà phê bình và khán giả về sự thành công trong vai diễn của mình và được coi là một trong những nhân vật phản diện lớn nhất của truyền hình Brazil - chỉ vượt qua Odete Roitman của Vale Tudo, Nazaré Tedesco của Senhora do Destino và Flora của A Favorita.

## Đời tư
Bạn trai đầu tiên của Adriana, người sau này trở thành chồng của cô, là giáo viên Totila Jordan của jiujitsu. Họ kết hôn năm 1988 và sống với nhau trong hai năm, ly dị vào năm 1990.
Năm 1994, cô kết hôn với diễn viên Marco Ricca. Một năm sau, cô phát hiện mình bị lo âu và rối loạn hoảng sợ. Năm 2000, họ có một đứa con trai cùng nhau, Felipe. Năm 2004, Adriana và Marco chia tay nhau.
Sau nhiều tháng chia tay với Marco, cô bắt đầu hẹn hò với diễn viên Vladimir Brichta. Vào tháng 2 năm 2006, họ kết hôn. Cùng năm đó, sau một vài tháng kết hôn, đứa con trai đầu lòng của họ, Vicente, được sinh ra. Adriana trở thành mẹ kế của Agnes, sinh năm 1997, là con gái của Vladimir Brichta từ người vợ đầu tiên, ca sĩ Gena, người mất năm 1999 vì ung thư máu.